# Bačka nadbiskupija
Bačka nadbiskupija je bivša rimokatolička nadbiskupija koja se prostirala na jugu Mađarske i autonomne pokrajine Vojvodine u Srbiji. 
Svojevrsna je prethodnica Subotičke biskupije.
S obzirom na kršćansku nazočnost u 5. stoljeću, vrlo je utemeljeno pretpostaviti da je u Baču stolovao biskup, najvjerojatnije zbog toga što se biskupija iz razorene Srijemske Mitrovice preselila u Bač.
Po drugim podacima je ovu biskupiju osnovao ugarski kralj Stjepan I. u Baču, a na razinu nadbiskupije ju je podigao 1085. godine ugarski kralj Ladislav I.
U 11. stoljeću, za kraljevanja ugarsko-hrvatskog kralja Gejze II. (1149.) je personalno ujedinjena s vrlo siromašnom Kalačkom nadbiskupijom, tako da je nastala Bačko-kalačka nadbiskupija koja je kasnije nosila obrnuti naziv, Kalačko-bačka nadbiskupija. Svaka nadbiskupija je zadržala svoj kaptol.
Drugi izvori navode da je Bačku biskupiju utemeljio ugarski kralj Ladislav I. oko 1090. godine, a da je ujedinjenje bilo 1135. godine.